# روشنایی‌های شهر
روشنایی‌های شهر (به انگلیسی: City Lights) فیلمی صامت، به کارگردانی چارلی چاپلین با بازی چارلی چاپلین، ویرجینیا چریل، فلورنس لی، هری مایرز و تولید سال ۱۹۳۱ است.
این فیلم از احساسی‌ترین فیلم‌های چارلی چاپلین دانسته شده که ماجرای عاشقانه ولگرد کوچولو با یک دختر نابینا را به تصویر می‌کشد. این فیلم از نگاه بنیاد فیلم آمریکا بهترین فیلم جهان در زمینه کمدی رمانتیک محسوب می‌گردد. همچنین در لیست ۱۰۰ سال… ۱۰۰ فیلم به انتخاب بفا (بازبینی ۲۰۰۷) که توسط بنیاد فیلم آمریکا تنظیم شد، به عنوان دهمین فیلم تاریخ سینما برگزیده شده‌است.
روشنایی‌های شهر، به گفته بسیاری، بهترین فیلم چاپلین محسوب می‌شود.

## خلاصه داستان
چارلی، با دختر گلفروش نابینایی آشنا می‌شود. او از دختر یک گل می‌گیرد و به او دل می‌بندد. در همان شب، یک ثروتمند مست که قصد خودکشی دارد را نجات می‌دهد و مرد ثروتمند با او دوست می‌شود (وقتی مست است چارلی را به خاطر می‌آورد و در حالت عادی او را نمی‌شناسد). چارلی سعی می‌کند برای اینکه هزینه بهبود چشمان دختر را به دست آورد، از مرد پول بگیرد. او رفتگر می‌شود تا پول به دست آورد و آن را خرج چشمان دختر گلفروش بکند ولی چون دیر سرکار حاضر می‌گردد از آنجا اخراج می‌شود.
چارلی به مسابقه بوکس می‌رود تا برنده شود و پول به دست آورد ولی درمسابقه می‌بازد و مأیوس می‌شود. در اواخر فیلم، چارلی در خانه مرد ثروتمند مست است که دو دزد به صورت مخفیانه وارد خانه می‌شوند. آن‌ها مرد را مضروب می‌کنند و چارلی از ترس به پلیس تلفن می‌کند. دزدها فرار می‌کنند و پلیس به خیال اینکه چارلی مرد را زده، قصد دستگیری او را دارد. مرد به هوش می‌آید و چون مستی از سر او پریده، می‌گوید که چارلی را نمی‌شناسد. چارلی به سختی از آنجا می‌گریزد و هرچه پول به دست آورده به دختر می‌دهد. دختر از او تشکر می‌کند و چارلی پس از مدت کوتاهی در خیابان توسط پلیس شناخته شده و به زندان می‌افتد.
او پس از مدت‌ها، از زندان آزاد می‌شود و به همان مکانی می‌رود که دختر گلفروش را در همان‌جا دید. او می‌بیند که دختر صاحب یک مغازه گلفروشی است و کارش هم رونق دارد. دختر بینایی اش را به دست آورده و چارلی در نظرش یک غریبه است و او را نمی‌شناسد. چارلی یک شاخه گل از دختر می‌خرد و وقتی دختر می‌خواهد بقیه پول را به چارلی بدهد، دستان او را لمس می‌کند و چارلی را می‌شناسد.

## بازیگران
- ویرجینیا چریل در نقش دختر نابینا
- فلورنس لی در نقش مادربزرگ او
- هری مایرز در نقش میلیونر غیرعادی
- ال ارنست گارسیا در نقش خدمتکار او
- هانک مان در نقش مشت زن حرفه‌ای
- چارلی چاپلین در نقش ولگرد کوچولو
- رابرت پریش در نقش پسر روزنامه فروش
- هنری برگمن در نقش شهردار و همسایه طبقه پایین دختر نابینا
- آلبرت آستین در نقش رفتگر خیابان
- تاینی وارد
- دابلیو. سی. رابینسون
- فلورنس لی